# If It Makes You Happy
If It Makes You Happy è un singolo di Sheryl Crow estratto dall'omonimo album, del 1996.

## Il brano
Questo brano si è classificato al 10º posto nella classifica Billboard Hot 100 negli Stati Uniti, al 9º posto nella Official Singles Chart nel Regno Unito e al 1º posto in Canada. Ha anche vinto la "Best Female Rock Vocal Performance" ai Grammy Awards nel 1997.
Secondo quanto dichiarato dalla stessa Crow, nella sua apparizione a VH1 Storytellers del 1998, inizialmente era un brano country ma poi è stato trasformato in un brano rock per avere maggiore esposizione.

## Video
Sono stati prodotti due video musicali per questo brano, entrambi diretti da Keir McFarlane.
Il primo, girato in bianco e nero, mostra Sheryl Crow in un appartamento vestita con un impermeabile nero, per poi fare una passeggiata per le strade della città, prendere la metropolitana e bere un caffè in un centro commerciale, prima di tornare al suo appartamento. Il secondo, a colori, mostra la cantante dietro al vetro di un diorama, nella sezione specie in via di estinzione di un museo.

## Tracce
CD singolo USA
1. If It Makes You Happy (LP version) – 5:23 (S. Crow, J. Trott)
2. Keep On Growing – 5:24 (E. Clapton, B. Withlock)
3. I'm Going to Be a Wheel Someday – 3:38 (D. Bartholomew, F. Domino, R. Hayes)
4. No One Said It Would Be Easy (Live in Nashville) – 5:37 (B. Botrell, S. Crow, D.Gilbert, D. Schwartz)

CD maxi singolo 1 UE
1. If It Makes You Happy (Edit) – 4:34 (S. Crow, J. Trott)
2. On the Outside – 4:39 (S. Crow, J. Trott)
3. Keep On Growing – 5:29 (E. Clapton, B. Withlock)
4. The Book (LP version) – 4:36 (S. Crow, J. Trott)

CD singolo 2 UE LE
1. If It Makes You Happy (Edit) – 4:34 (S. Crow, J. Trott)
2. All I Wanna Do – 4:34 (D. Baewald, B. Botrell, W. Cooper, S. Crow, K. Gilbert)
3. Run Baby Run – 4:53 (D. Baewald, B. Botrell, S. Crow)
4. Leaving Las Vegas – 5:10 (D. Baewald, B. Botrell, S. Crow, K. Gilbert, D. Ricketts)

## Classifiche
Posizioni massime
| Classifica (1996-97) | Posizione massima |
| -------------------- | ----------------- |
| Australia (ARIA)     | 20                |
| Stati Uniti          | 10                |
| Regno Unito          | 9                 |
| Canada (RPM)         | 1                 |

Classifica di fine anno
| Classifica 1996                 | Posizione |
| ------------------------------- | --------- |
| Stati Uniti (Billboard Hot 100) | 75        |
| Classifica 1997                 | Posizione |
| Stati Uniti (Billboard Hot 100) | 55        |